# Nikolaj Nikolajevitj af Rusland (1856-1929)
Nikolaj Nikolajevitj ( Russisk: Николай Николаевич): 6. november 1856 - 5. januar 1929) var storfyrste af Rusland, general og øverstkommanderende for den russiske hær i starten af 1. verdenskrig.
Nikolaj blev også kaldt junior for at adskille ham fra sin far, Nikolaj Nikolajevitj af Rusland (1831-1891). I familien var han kendt som onkel Nikolasha.

## Familie og ungdom
Storfyrst Nikolaj Nikolajevitj Junior blev født i 1856 som den ældste søn af storfyrst Nikolaj Nikolajevitj Senior og Alexandra Petrovna af Oldenborg. Nikolaj Senior var tredje søn af kejser Nikolaj 1. af Rusland og kejserinde Alexandra Feodorovna, en prinsesse af Preussen.
Foruden Storfyrst Nikolaj fik forældrene endnu en søn, Peter Nikolajevitj af Rusland, og de to brødre var tæt knyttet gennem hele deres liv. Nikolaj fik aldrig nogen børn og storfyrst Peters eneste søn, Roman Petrovitj af Rusland blev hans arving.
Nikolaj og hans nærmeste familie blev kendt som Nikolajevitji-grenen af den russiske kejserfamilie.
Storfyrst Nikolaj fik sin militære uddannelse på den russiske hærs ingeniør skole. Han deltog i Den russisk-tyrkiske krig (1877-1878), hvor hans fader var øverstkommanderende.

## Ægteskab
Nikolaj blev i 1907 gift med Anastasia af Montenegro, der var datter af kongen af Montenegro. Hun var fraskilt fra et andet medlem af kejserfamilien. Anastasia var søster til Peters hustru, Militza af Montenegro
Ægteskabet var lykkeligt og de delte mange fælles interesser. Ægteskabet var barnløst.
Parret var begge dybt religiøse og havde en hang til mysticisme. De var sammen med Peter og Militza kendt for at have introduceret flere mystikere for kejserinde Aleksandra Fjodorovna, heriblandt Rasputin.
Anastasia var også ivrig panslavisk og anti-tyrkisk, og hun forstærkede de holdninger i Nikolaj.

## 1. Verdenskrig
Kort efter udbruddet af 1.Verdenskrig blev Nikolaj udpeget som øverstkommanderende for de russiske styrker. Han havde ikke deltaget i planlægningen og forberedelserne op til krigen, og han havde aldrig tidligere ledet en hær i felten.
I 1915 blev Nikolaj erstattet som øverstkommanderende af kejser Nikolaj 2. af Rusland.
Han blev efterfølgende udpeget til vicekonge og øverstkommanderende over styrkerne i Kaukasus, hvortil han flyttede. Styrkerne var hovedsageligt udpeget til at kæmpe mod det Osmaniske Rige, og vandt flere slag, uden dog at Nikolaj var den egentlige strateg bag sejrene.
Den Russiske Revolution 1917 og kejser Nikolaj 2.s abdikation satte en stopper for storfyrst Nikolajs militære virke. Umiddelbart efter februarrevolutionen blev Nikolaj atter udpeget til øverstkommanderende over de russiske styrker, men allerede kort efter blev han afskediget af den provisoriske regering.
Efterfølgende rejste Nikolaj sammen med sin familie til Krim, hvor de boede under de efterfølgende uroligheder og Oktoberrevolutionen, og de var ofte i overhængende livsfare.
I 1919 lykkedes det Nikolaj og resten af Romanoverne der var på Krim at flygte ud af landet på et britisk skib.

## Eksil
Efter revolutionen bosatte Nikolaj og resten af Nikolajevitji-grenen sig i Frankrig. Han blev en ledende kraft i det russiske eksil-miljø og blev beskyttet af fransk politi og loyale kosakker.
Han stod i korrespondance med enkekejserinde Maria Feodorovna og afviste storfyrst Kirill Vladimirovitj af Ruslands proklamering som overhoved for Romanov-familien.
Nikolaj døde i 1929 i Antibes og blev begravet i Frankrig.